# (11201) Talich
(11201) Talich (1999 EL5) – planetoida z pasa głównego asteroid okrążająca Słońce w ciągu 4,79 lat w średniej odległości 2,84 j.a. Odkryta 13 marca 1999 roku.